# L'Affaire Macomber
Pour plus de détails, voir Fiche technique et Distribution.
L'Affaire Macomber (The Macomber Affair) est un film américain réalisé par Zoltan Korda et sorti en 1947.

## Synopsis
Robert Wilson, un chasseur de gros gibier, et Margaret Macomber sont interrogés par la police après la mort suspecte de Francis, l'époux de Margaret, retrouvé tué par une balle dans le dos au moment où leur avion atterrit à Nairobi au Kenya. Quelques mois auparavant, Francis et Margaret avaient demandé à Wilson, dont c'était le métier, d'organiser un safari. En fait, le but des époux était de repartir de zéro, pour donner une dernière chance à leur couple, alors en pleine crise...

## Fiche technique
- Titre : L'Affaire Macomber
- Titre original : The Macomber Affair
- Réalisation : Zoltan Korda
- Assistant-réalisateur : Joseph Depew
- Scénario : Casey Robinson, Seymour Bennett, d'après la nouvelle L'Heure triomphale de Francis Macomber (The Short Happy Life of Francis Macomber) d'Ernest Hemingway[1] (1936)
- Photographie : Karl Struss
- Photographie additionnelle : Osmond Borradaile et John Wilcox
- Musique : Miklos Rozsa
- Montage : George Feld, Jack Wheeler
- Production : Benedict Bogeaus Productions Inc, Award Productions Inc.
- Producteurs : Benedict Bogeaus, Casey Robinson / Producteur associé : Arthur M. Landau
- Durée : 89 minutes
- Date de sortie :
  - États-Unis : 20 avril 1947

## Distribution
- Gregory Peck : Robert Wilson
- Joan Bennett : Margaret Macomber
- Robert Preston : Francis Macomber
- Reginald Denny : l'inspecteur de police
- Jean Gillie : Aimee
- Carl Hardbord : le coroner
- Earl Smith : Kongoni
- Frederick Worlock : Clerk
- Vernon Downing : Logan